# Tijana Bogićević
Tijana Bogićević (serb. cyryl. Тијана Богићевић; ur. 1 listopada 1981 w Nowym Sadzie) – serbska piosenkarka, reprezentantka Serbii w Konkursie Piosenki Eurowizji 2017.

## Życiorys

### Kariera
Zawodową karierę muzyczną rozpoczęła w 2001 roku, kiedy poznała Vlado Georgieva i zaczęła występować jako wokal wspomagający w jego zespole. W 2003 roku wraz ze znajomymi założyła zespół Shanene. W 2009 roku wzięła udział w serbskich preselekcjach do Konkursu Piosenki Eurowizji z utworem „Pazi šta radiš”, jednakże odpadła w półfinale. W 2011 roku śpiewała w chórkach Niny Radojčić podczas Konkursu Piosenki Eurowizji. W 2017 roku została wybrana wewnętrznie przez serbskiego nadawcę publicznego RTS na reprezentantkę Serbii w Konkursie Piosenki Eurowizji 2017 z utworem „In Too Deep”, który został opublikowany 11 marca 2017. Po wyborze na reprezentantkę kraju brała udział w przedeurowizyjnych koncertach promocyjnych w Tel Awiwie, Amsterdamie i Madrycie. 2 maja 2017 opublikowała serbskojęzyczną wersję eurowizyjnej piosenki, zatytułowaną „Tvoja”.
Bogićević wystąpiła jako pierwsza w drugim półfinale konkursu, który odbył się 11 maja 2017, jednakże nie awansowała do finału, zajmując 11. miejsce z 98 punktami. Na scenie towarzyszyły jej trzy wokalistki wspomagające – Sanja Bogosavljević, Jelena Đurić i Jelena Pajić oraz tancerz Boris Vidaković.
20 lutego 2018 wystąpiła gościnnie podczas Beoviziji 2018, serbskich eliminacji do Konkursu Piosenki Eurowizji. 29 maja 2018 wydała swój pierwszy album, "Čudo".

### Życie prywatne
W marcu 2015 poślubiła Amerykanina Marka Robertsona, a w czerwcu 2016 para wzięła ślub kościelny w Sremskich Karlovcich. Mieszkają w Bostonie.

## Dyskografia
- Čudo (2018)